# 総合ビジネス科
総合ビジネス科（そうごう-か）は商業高等学校や短期大学・専門学校・高等専修学校にある学科、あるいは職業訓練の訓練科。商業高等学校や高等専修学校の場合、商業科から名称変更した事例が多い。学術団体については、1951年4月21日、日本商業学会が慶應義塾大学教授向井鹿松を初代会長として設立された。

## 設置する教育施設の例

### 全県的な事例
- 愛知県立高校の全ての商業科（全日制・定時制）を総合ビジネス科に改編。

### 学校個別の事例
短期大学
- 沖縄女子短期大学

専門学校
- 熊本市立総合ビジネス専門学校
- 唐津ビジネスカレッジ
- あいちビジネス専門学校
- 松山情報ビジネス専門学校
- 旭川医療情報専門学校
- 静岡産業技術専門学校
- 札幌商工会議所付属専門学校
- 愛媛大原簿記公務員専門学校

高等学校
- 北海道士別翔雲高等学校
- 北海道紋別高等学校
- 北海道八雲高等学校
- 秋田県立平成高等学校
- 秋田県立湯沢翔北高等学校
- 山形県立新庄南高等学校
- 山形市立商業高等学校
- 山形県立酒田商業高等学校
- 宮城県石巻商業高等学校
- 気仙沼女子高等学校
- 静岡県立浜松東高等学校
- 埼玉県立熊谷商業高等学校
- 東京都立荒川商業高等学校
- 東京都立江東商業高等学校
- 専修大学玉名高等学校
- 神奈川県立小田原総合ビジネス高等学校→神奈川県立小田原東高校
- 神奈川県立厚木商業高等学校（2024年厚木東高校と合併し、現・厚木王子高校）
- 神奈川県立平塚農商高校
- 群馬県立前橋東商業高等学校
- 群馬県立館林商工高等学校
- 宇都宮文星女子高等学校
- 千葉県立鶴舞桜が丘高等学校（2019年閉校[2]）
- 千葉学園高等学校
- 静岡県立磐田西高等学校
- 静岡県立伊東商業高等学校
- 新潟県立高田商業高等学校
- 新潟県立新潟商業高等学校
- 新潟県立三条商業高等学校
- 新潟県立長岡商業高等学校
- 栃木県立真岡北陵高等学校
- 栃木県立小山北桜高等学校
- 文星芸術大学附属中学校・高等学校
- 青藍泰斗高等学校
- 名古屋市立若宮商業高等学校
- 豊橋市立豊橋高等学校 夜間定時制
- 岐阜県立大垣商業高等学校
- 関市立関商工高等学校
- 滋賀県立大津商業高等学校
- 奈良県立奈良朱雀高等学校
- 和歌山市立和歌山高等学校
- 和歌山県立笠田高等学校
- 松江西高等学校
- 岡山県立新見高等学校
- 広島桜が丘高等学校
- 尾道中学校・高等学校
- 山口県立岩国商業高等学校
- 山口県立西京高等学校
- 山口県立徳山商工高等学校
- 山口県立萩商工高等学校
- 聖光高等学校
- 早鞆高等学校
- 慶進中学校・高等学校
- 成進高等学校
- 高知市立高知商業高等学校
- 福岡県立朝倉東高等学校
- 福岡県立宇美商業高等学校
- 福岡県立折尾高等学校
- 福岡県公立古賀竟成館高等学校
- 福岡県立小倉商業高等学校
- 福岡県立福島高等学校
- 福岡県立筑豊高等学校
- 福岡県立若松商業高等学校
- 福岡女子商業高等学校
- 長崎県立佐世保商業高等学校
- 佐世保実業高等学校
- 熊本県立阿蘇中央高等学校
- 熊本中央高等学校
- 熊本県立球磨商業高等学校
- 大分県立国東高等学校双国校
- 都城高等学校
- 都城東高等学校
- 鹿児島県立串良商業高等学校
- 沖縄県立浦添商業高等学校

高等専修学校
- 生蘭高等専修学校
- 苫小牧高等商業学校

## 設置する職業訓練施設の例
- 山梨県産業労働部就業支援センター（訓練期間4ヶ月の短期課程）
- 函館高等技術専門学院（訓練期間2年の普通課程、平成21年度まで）

## 類似の学科
- 帝京安積高等学校 ビジネス総合科